# Campeonato Djibutiano de Futebol
O Campeonato Djibutiano de Futebol é a principal competição de futebol de Djibouti. Ela é organizada pela Federação Djibutiana de Futebol.

## Equipes (2022-23)
| Time                           | Localização | Estádio                       | Capacidade |
| ------------------------------ | ----------- | ----------------------------- | ---------- |
| ACS Hayableh/CNSS              | Djibouti    | El Hadj Hassan Gouled Aptidon | 20,000     |
| AS Ali Sabieh/Djibouti Télécom | Ali Sabieh  | El Hadj Hassan Gouled Aptidon | 20,000     |
| AS Arta/Solar7                 | Arta        | El Hadj Hassan Gouled Aptidon | 20,000     |
| AS Port                        | Djibouti    | El Hadj Hassan Gouled Aptidon | 20,000     |
| FC Dikhil/SGDT                 | Dikhil      | El Hadj Hassan Gouled Aptidon | 20,000     |
| Force Nationale de Police      | Djibouti    | El Hadj Hassan Gouled Aptidon | 20,000     |
| CF Garde Républicaine/SIAF     | Djibouti    | El Hadj Hassan Gouled Aptidon | 20,000     |
| CF Gendarmerie Nationale       | Djibouti    | El Hadj Hassan Gouled Aptidon | 20,000     |
| Q5/Nourie Transit              | Djibouti    | El Hadj Hassan Gouled Aptidon | 20,000     |
| SDC Group                      | Balbala     | El Hadj Hassan Gouled Aptidon | 20,000     |

## Campeões
- 1987: AS Etablissements Merill
- 1988: AS Compagnie Djibouti-Ethiopie
- 1989-90: -
- 1991: Aéroport
- 1992-93: -
- 1994: Force Nationale Securité
- 1995: Force Nationale Securité
- 1996: Force Nationale Securité
- 1997: Force Nationale Securité
- 1998: Force Nationale Securité
- 1999: Force Nationale Securité
- 2000: AS Compagnie Djibouti-Ethiopie
- 2001: Force Nationale de Police
- 2001/02: AS Boreh
- 2002/03: Gendarmerie Nationale
- 2003/04: Gendarmerie Nationale
- 2004/05: AS Compagnie Djibouti-Ethiopie
- 2005/06: FC Société Immobiliére de Djibouti (S.I.D)
- 2007: AS Compagnie Djibouti-Ethiopie
- 2007/08: FC Société Immobiliére de Djibouti (S.I.D)
- 2008/09: AS Ali Sabieh Djibouti Télécom
- 2009/10: AS Port
- 2010/11: AS Port
- 2011/12: AS Port
- 2012/13: AS Ali Sabieh Djibouti Télécom
- 2013/14: AS Ali Sabieh Djibouti Télécom
- 2014–15: AS Ali Sabieh Djibouti Télécom
- 2015–16: AS Ali Sabieh Djibouti Télécom
- 2016–17: AS Ali Sabieh Djibouti Télécom
- 2017–18: AS Ali Sabieh Djibouti Télécom
- 2018–19: AS Port
- 2019–20: GR / SIAF
- 2020–21: AS Arta/Solar7
- 2021–22: AS Arta/Solar7
- 2022–23: GR / SIAF

## Desempenho dos clubes
| Clubes                                                         | Cidade            | Títulos | Último título |
| -------------------------------------------------------------- | ----------------- | ------- | ------------- |
| Force Nationale de Police (Incluindo Force Nationale Securité) | Djibouti (cidade) | 7       | 2001          |
| AS Compagnie Djibouti-Ethiopie                                 | Djibouti (cidade) | 4       | 2007          |
| AS Ali Sabieh Djibouti Télécom                                 |                   | 3       | 2014          |
| AS Port                                                        | Djibouti (cidade) | 3       | 2012          |
| Gendarmerie Nationale FC                                       | Djibouti (cidade) | 2       | 2004          |
| FC Société Immobiliére de Djibouti                             | Kartileh          | 2       | 2008          |
| AS Boreh                                                       | Djibouti (cidade) | 1       | 2002          |
| AS Aéroport                                                    | Djibouti (cidade) | 1       | 1991          |
| AS Etablissements Merill                                       | Djibouti (cidade) | 1       | 1987          |

## Artilheiros
| Ano     |          | Artilheiro     | Time                             | Gols |
| 1988    |          | Iftim          | ACPM                             | 12   |
| 2002/03 | Djibouti | Saïd Hassan    | Gendarmerie Nationale            | 13   |
| 2003/04 | Egito    | Ahmed Galal    | Total                            | 7    |
| 2008/09 | Djibouti | Liban Mohamed  | Guelleh Batal                    | 22   |
| 2009/10 | Djibouti | Aden Charmakeh | AS Port                          | 19   |
| 2011/12 | Djibouti | Magdi Galal    | AS Port                          | 20   |
| 2013/14 | Djibouti | Liban Mohamed  | Guelleh Batal Garde Républicaine | 20   |